# William Amherst, Bá tước Amherst thứ nhất
William Pitt Amherst, Bá tước Amherst thứ 1 (14 tháng 01 năm 1773 - 13 tháng 03 năm 1857) là một quý tộc, Nhà ngoại giao và Quản lý thuộc địa người Anh. Dưới thời Vua George IV, ông được bổ nhiệm làm Toàn quyền Ấn Độ từ năm 1823 đến năm 1828.
Ông sinh trưởng trong một gia đình tướng lãnh Anh, tiến thân bằng binh nghiệp và được nâng lên hàng quý tộc, bắt đầu từ ông nội của ông Jeffery Amherst là Thống chế, Tổng tư lệnh các Lực lượng vũ trang Anh, ông đã được nhà nước Anh phong Nam tước để tưởng thưởng cho công trạng, bố của William Pitt là Trung tướng William Amhers. Năm 1797, sau cái chết của ông nội, William Pitt đã thừa kế tước vị Nam tước thứ 2 của xứ Amherst, sau này vì những đóng góp to lớn cho nước Anh, ông đã được nâng tước phong lên hàng Bá tước, tăng 2 cấp so với tước vị được thừa kế ban đầu.

## Đặc sứ của Anh đến Trung Quốc
Năm 1816, ông được cử làm đại sứ đặc biệt của Anh đến triều đình Nhà Thanh, nhằm thiết lập mối quan hệ thương mại giữa Trung Quốc và Anh. Khi đến Pei Ho, ông mới biết rằng, bản thân mình chỉ được tiếp kiến Hoàng đế Gia Khánh nếu chấp nhận nghi lễ quỳ lạy (kowtow). Trong tình thế này, ông đã nhận lời khuyên của phó sứ Nam tước George Staunton và đi đến quyết định không chấp nhận yêu cầu kowtow của Nhà Thanh để giữ thể diện quốc gia giống như hành động trước đây của đoàn sứ Macartney vào năm 1793. Do đó ông và đoàn sứ thần đã bị Nhà Thanh từ chối cho đến Bắc Kinh và nhiệm vụ của ông được giao đã thất bại. 
Chiếc tàu Alceste chở đoàn sứ thần của ông đã men theo bờ biển của bán đảo Triều Tiên để đến quần đảo Ryukyu và theo hướng đó để về lại Anh, nhưng khi đến eo biển Gaspar, tàu đã va vào một dãi đá ngầm và bị đắm, thủy thủ đoàn đã được cứu thoát và đưa về Batavia. Vào năm 1817, trên con đường trở về Anh, con tàu của ông đã ghé vào đảo Saint Helena, nên ông đã có dịp tiếp kiến và nói chuyện với cựu hoàng đế Napoleon Bonaparte. Có một suy đoán rằng trong một cuộc trò chuyện, Napoléon đã nói, "Trung Quốc là một gã khổng lồ đang say ngủ. Hãy để cô ấy ngủ. Vì khi cô ấy thức dậy, cô ấy sẽ làm rung chuyển thế giới" (đây chỉ là phỏng đoán, không có tài liệu kiểm chứng).

## Toàn quyền Ấn Độ
Từ tháng 08/1823 đến 02/1828, Amherst được bổ nhiệm làm Toàn quyền Ấn Độ. Sự kiện đáng chú ý nhất trong quá trình ông tại vị tại Ấn Độ chính là Ấn Độ thuộc Anh sáp nhập Assam dẫn đến Chiến tranh Anh-Miến thứ nhất năm 1824, cuộc chiến kết thúc Triều Konbaung của Miến Điện phải nhượng lại cho Đế quốc Anh 2 vùng Arakan và Tenasserim, bồi thường chiến phí 1 triệu bảng Anh và mở cửa thông thương, cho thương nhân người Anh vào buôn bán.
Việc bổ nhiệm Amherst vào ghế Toàn quyền Ấn Độ được đưa ra sau khi đương kim Toàn quyền Lãnh chúa Hasting có xung đột với giới chức ở London về hạ lương của giới sĩ quan trong Quân đội thuộc địa Bengal. Amherst được bổ nhiệm để đảm bảo rằng người đứng đầu thuộc địa Ấn Độ sẽ thực hiện các yêu cầu từ giới chức London.
Tuy nhiên, Amherst là một nhà quản trị thuộc địa thiếu kinh nghiệm, ít nhất là trong những ngày đầu của nhiệm kỳ ở Calcutta, bị ảnh hưởng nặng nề bởi các sĩ quan quân đội cấp cao ở Bengal như Edward Paget. Ông thừa kế tranh chấp lãnh thổ từ John Adam (Toàn quyền tạm thời trước khi ông được bổ nhiệm), liên quan đến biên giới Anh-Miến Điện trên sông Naaf và điều này đã làm bùng phát bạo lực vào ngày 24/09/1823. Không muốn bị mất mặt trong nhiệm kỳ của mình, Amherst đã ra lệnh cho quân đội vào cuộc.
Cuộc chiến kéo dài 2 năm, đã ngớm hết 13 triệu bảng Anh (tương đương 1,1 tỷ bảng Anh theo thời giá 2019), góp phần tạo ra khủng hoảng kinh tế ở Ấn Độ. Nhưng nhờ có nỗ lực che chở của những người bạn quyền lực như George Canning và Công tước Wellington ở London mà Amherst mới không bị bãi chức trong sự ô nhục khi chiến tranh kết thúc.
Chiến tranh đã làm thay đổi đáng kể lập trường của Amherst đối với các vấn đề của Miến Điện, và giờ đây ông kiên quyết từ chối sáp nhập Hạ Miến vào Ấn Độ thuộc Anh, nhưng ông đã không thành công trong việc lấy lại danh tiếng của mình, và ông bị bãi nhiệm khỏi ghế Toàn quyền Ấn Độ vào năm 1828. Để tưởng thưởng cho những cống hiến của Amherst, Vương quốc Anh đã ban cho ông tước vị Bá tước Amherst của Arracan ở Đông Ấn và Tử tước Holmesdale ở Hạt Kent vào năm 1826. Khi trở về Anh, ông sống trong chế độ hưu trí cho đến khi qua đời vào tháng 03/1857.